# VII (album de Just-Ice)
Albums de Just-Ice
Kill the Rhythm (Like a Homicide)
(1995) Gangster Boogie
(2008)
VII est le septième album studio de Just-Ice, sorti le 7 avril 1998.

## Liste des titres
| No  | Titre                                         | Contient un (des) sample(s) de         | Durée |
| --- | --------------------------------------------- | -------------------------------------- | ----- |
| 1.  | Free Flow                                     |                                        | 3:27  |
| 2.  | Cool and Wicked                               | Playing Your Game, Baby de Barry White | 3:50  |
| 3.  | Pressure Dem                                  |                                        | 3:37  |
| 4.  | Way Back (We're Going) (featuring Chubb Rock) |                                        | 4:25  |
| 5.  | Jedi                                          |                                        | 4:01  |
| 6.  | If Ya Kill Sound                              |                                        | 3:24  |
| 7.  | Cold Getting Dumb ('98 Remix)                 |                                        | 4:04  |
| 8.  | C'mon and Try and Get It                      |                                        | 4:28  |
| 9.  | Lip Service (featuring Chubb Rock)            |                                        | 3:39  |
| 10. | Have You Ever?                                |                                        | 4:30  |